# 遗失的世界 (1999年电视剧)
《遗失的世界》（英語：The Lost World）是一部美國電視劇，根据英国著名小说家阿瑟·柯南·道尔的作品《遗失的世界》改编而成，1999年4月3日播出。

## 剧情
本剧主要讲述探险家们对史前高原的探索。英国伦敦的爱德华·查林杰教授召集一群富有冒险精神的人组成了一支探险队伍，寻找被记录在一个已经去世的探险家的日记本上的史前高原。他们从亚马逊河流域开始寻找，经过一波一波的危险，他们遭遇了食人动物、猿人、食人花、吸血蝙蝠等等。最后在维罗尼卡的协助下才顺利完成探险任务，回到文明世界。

## 演员
| 姓名                 | 角色                 | 备注                       |
| -------------------- | -------------------- | -------------------------- |
| 彼得·麦考利          | 乔治·爱德华·查林杰   | 英国教授，探险队的负责人   |
| 拉塞尔·布雷克利      | 马奇·玛格丽特·克卢斯 | 女富翁，探险队队员之一     |
| 威廉·斯诺            | 约翰·罗斯顿          | 猎人，勋爵，探险队队员之一 |
| 大卫·奥斯            | 内德·马龙            | 记者，探险队队员之一       |
| 迈克尔· 赛内尔尼可夫 | 阿瑟·萨姆瑞          | 植物学家，探险队队员之一   |
| 詹妮弗·奥黛尔        | 丹尼丽斯·维罗妮卡    | 在遗失的高原长大的女孩     |